# 阿洛島
阿洛島是印度尼西亞阿洛群島最大的島嶼，面積約2,800平方公里，位於小巽他群島的東端，東隔翁拜海峽是韋塔島和阿陶羅島，南隔阿洛海峽是帝汶島西部，北接班達海，西面有潘塔爾島、阿洛群島和巽他群島其他島嶼。阿洛島人口超過168,000，四分三信奉新教，其餘信奉伊斯蘭教和天主教，原住民使用超過15種語言。

## 外部連結
- Alor and Pantar Languages Project

8°15′S 124°45′E / 8.250°S 124.750°E